# قطعنامه ۶۳۸ شورای امنیت
قطعنامه  ۶۳۸ شورای امنیت سازمان ملل متحد که در تاریخ ۳۱ جولای ۱۹۸۹ تصویب شد، سندی بین‌المللی دربارهٔ گروگان‌گیری است. این قطعنامه طی نشست ۲۸۷۲ام با ۱۵ رای موافق، ۰ مخالف و ۰ ممتنع تصویب شد.